# قانون فنلاند
قانون فنلاند (انگلیسی: Law of Finland، فنلاندی: Suomen laki، سوئدی: Finlands lag) بر اساس سنت قانون مدنی است که عمدتاً شامل حقوق نوشته وضع شده توسط مجلس فنلاند می‌باشد. قانون اساسی فنلاند که در ابتدا در سال ۱۹۱۹ تصویب و در سال ۲۰۰۰ بازنویسی شد، دارای اقتدار عالی است و رویه‌های کلیدی برای تصویب و اجرای قوانین را تعیین می‌کند. همانطور که در سیستم‌های حقوق مدنی معمول است، تصمیمات قضایی عموماً معتبر نیستند و توسعه محدودی از رویه قضایی وجود دارد. تصمیمات دیوان عالی ممکن است مورد استناد قرار گیرند، اما دادگاه‌ها ملزم به پیروی از احکام قبلی نیستند.
به عنوان عضوی از اتحادیه اروپا، قانون اتحادیه اروپا در فنلاند لازم‌الاجرا است و فنلاند دستورالعمل اتحادیه اروپا را از طریق قوانین ملی اجرا می‌کند. دیوان دادگستری اتحادیه اروپا مرجع نهایی در مورد مسائلی است که در صلاحیت اتحادیه اروپا قرار دارند.
مشابه سوئد، حقوق اداری توسط یک سیستم جداگانه از دادگاه‌های اداری تفسیر می‌شود. علاوه بر قوانین پارلمان (فنلاندی: laki)، احکام دائمی دولت (فنلاندی: asetus) یک نهاد مهم قانونی را تشکیل می‌دهند. احکام که در صورت مجاز بودن توسط قانون پارلمان صادر می‌شوند، می‌توانند قوانین را روشن کرده و اجرای آنها را هدایت کنند، اما نمی‌توانند با آنها مغایرت داشته باشند.

## تاریخچه
قانون و سنت‌های حقوقی فنلاند ریشه در قانون سوئد و به طور گسترده‌تر، در سنت‌های حقوقی اسکاندیناوی و آلمانی دارند که زیرمجموعه‌هایی از قانون روم هستند. قدیمی‌ترین دستورالعملی که هنوز اعمال می‌شود، دستورالعمل‌های اولاس پتری برای قضات از سال ۱۵۳۰ است، اگرچه این دستورالعمل‌ها از نظر قانونی الزام‌آور نیستند. بخش‌هایی از قدیمی‌ترین قانون که رسماً هنوز لازم‌الاجرا است، در قانون مدنی ۱۷۳۴ سوئد موجود است. کتاب‌های آیین دادرسی (فنلاندی: oikeudenkäymiskaari)، تجارت (فنلاندی: kauppakaari) و ساخت و ساز (فنلاندی: rakennuskaari) رسماً به قوت خود باقی هستند؛ با این حال، بسیاری از قوانین مربوطه در سوئد لغو شده‌اند. در عمل، این قوانین قدیمی‌تر به تدریج در طول زمان منسوخ شده‌اند و بسیاری از مقررات دیگر اجرا نمی‌شوند، مانند ارجاعات به جریمه‌های تعیین‌شده با واحد پول باستانی ریکسدلر سوئدی.
واگرایی از سنت سوئدی پس از انتقال حاکمیت به روسیه در سال ۱۸۰۹ آغاز شد. در طول حاکمیت امپراتوری روسیه، تدوین‌های مهمی انجام شد، از جمله قانون جزایی که توسط تزار الکساندر سوم در سال ۱۸۸۹ منتشر شد. فنلاند یک نهاد نماینده به نام دییت فنلاند داشت که در سال ۱۸۰۹ تشکیل جلسه داد و در سال ۱۹۰۶ منحل شد. دییت تنها از سال ۱۸۶۳ به طور فعال قانونگذاری می‌کرد؛ بین سال‌های ۱۸۰۹ و ۱۸۶۳، کشور عمدتاً از طریق ابزارهای اداری اداره می‌شد. در اواخر قرن نوزدهم، دولت امپراتوری روسیه شروع به محدود کردن خودمختاری فنلاند کرد و اغلب از موافقت سلطنتی امتناع می‌ورزید. این مجلس در سال ۱۹۰۶ با مجلس فنلاند مدرن (eduskunta) جایگزین شد. پس از استقلال در سال ۱۹۱۷، قانون اساسی فنلاند در سال ۱۹۱۹ منتشر شد. قانون اساسی در طول قرن بیستم دستخوش اصلاحات متعددی شد که در قالب قوانین مختلف پراکنده بودند. در سال ۲۰۰۰، یک نسخه بازنویسی شده و یکپارچه برای جایگزینی آنها تصویب شد.

## تصویب قوانین
قوانین مجلس، بدنه اصلی قانون را تشکیل می‌دهند. معمولاً دولت فنلاند لایحه‌ای را به مجلس فنلاند پیشنهاد می‌دهد. پس از اصلاح و تصویب توسط مجلس، این قانون برای توشیح ریاست جمهوری به رئیس جمهور فنلاند ارائه می‌شود. پس از امضای رئیس جمهور، این قانون به قانون تبدیل می‌شود. رئیس جمهور می‌تواند از حق وتو استفاده کند، اما مجلس می‌تواند با اکثریت ساده، وتو را لغو کند.
احکام بر اساس مجوزی (مجوز تفویض اختیار) هستند که در قانون پارلمان تصریح شده است. احکام می‌توانند توسط دولت فنلاند، رئیس جمهور فنلاند و وزارتخانه‌های مربوطه صادر شوند. آنها رسماً در طول جلسات رئیس جمهور در جلسه با دولت (presidentin esittely) تصویب می‌شوند.
اتحادیه اروپا می‌تواند هم مقررات، که مستقیماً قانون قابل اجرا در کشورهای عضو هستند، و هم دستورالعمل‌ها، که از طریق قوانین مجلس در فنلاند اجرا می‌شوند، صادر کند.

## انتشار قوانین
فنلاند برخلاف کشورهایی مانند فرانسه یا آلمان، یک قانون مدنی واحد و یکپارچه ندارد. همه قوانین پس از انتشار در مجله رسمی Suomen säädöskokoelma (اساسنامه فنلاند) منتشر می‌شوند. بیشتر قوانین از طریق پایگاه داده آنلاین Finlex، منتشر شده توسط Edita Publishing Oy، و در یک مجموعه کتاب دو جلدی با عنوان «Suomen laki»، منتشر شده توسط Talentum Media، در دسترس هستند. با این حال، این مجموعه‌ها کاملاً جامع نیستند.